# Regionale raad van Shafir
De regionale raad van Shafir (Hebreeuws: מועצה אזורית שפיר, Mo'atza Azorit Shafir) is een regionale raad in Israël.

## Gemeenschappen

### Kibboets
- Ein Tzurim

### Moshaven
| - Eitan - Komemiyut | - Masu'ot Yitzhak - No'am | - Revaha - Shalva | - Shafir - Uza | - Zavdiel - Zrahia |

### Dorpen
- Aluma
- Even Shmuel
- Merkaz Shapira

Abu Basma · Alona · al-Batuf · Be'er Tuvia · Beit She'an Vallei · Bnei Shimon · Brenner · Bustan al-Marj · Centraal Arava · Drom HaSharon · Esjkol · Gan Raveh · Gederot · Gezer · Gilboa · Golan · Gush Etzion · Har Hebron · Hefervallei · Hevel Eilot · Hevel Modi'in · Hevel Yavne · Hof Ashkelon · Hof HaCarmel · Hof HaSharon · Jizreëlvallei · Emek HaYarden · Bik'at HaYarden · Lakhish · Lev HaSharon · Lodvallei · Lager Galilea · Ma'ale Yosef · Mateh Asher · Mateh Binyamin · Mateh Yehuda · Megiddo · Megilot · Menashe · Merhavim · Merom HaGalil · Mevo'ot HaHermon · Misgav · Nahal Sorek · Ramat HaNegev · Sha'ar HaNegev · Sdot Negev · Shafir · Shomron · Tamar · Hoger Galilea · Yoav · Zevoeloen